# Cliens

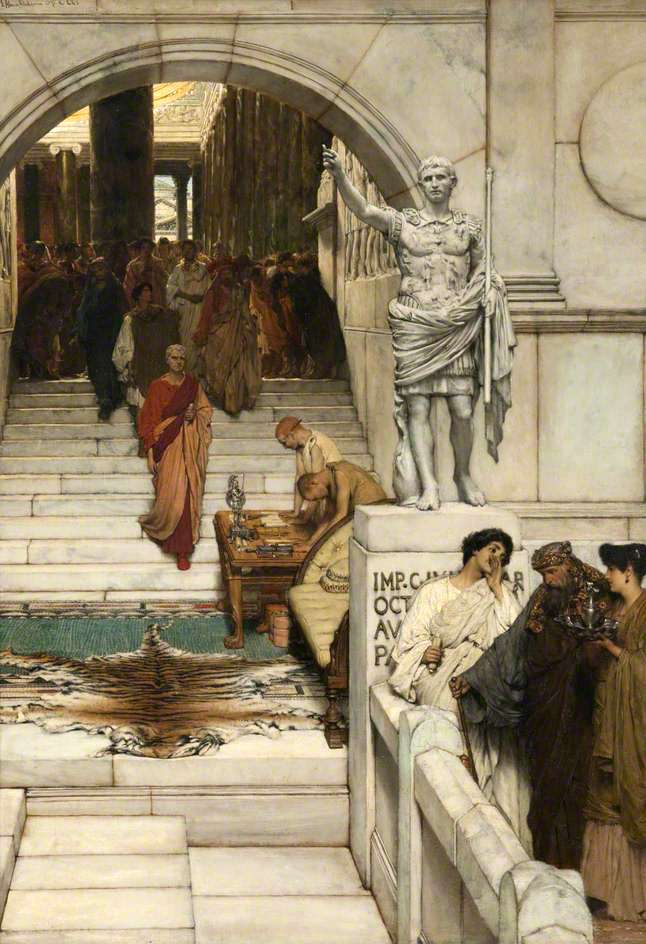
Agrippa ontvangt cliënten.

Een cliens was in het oude Rome de beschermeling van een patronus. Het was een min of meer formeel aan een patriciër verbonden burger. Het kon een vrijgelaten slaaf van de familie zijn of een nakomeling van een vrijgemaakte slaaf. In ieder geval was het steeds een plebejer.
Het woord cliens was afgeleid van het oudere cluens, wat "hij die hoort" betekent. Hiermee werd aangeduid dat de cliënt de oproep om bij zijn patroon te verschijnen opvolgt. Ons woord cliënt is afgeleid van cliens. Ook het Nederlandse begrip cliëntelisme is aan de cliens ontleend.

## De relatie tussen decliensen depatronus
De clientela verwachtte van de rijke patroon beneficia ("weldaden") van allerlei aard. De cliënt stelde daar officia ("plichten") tegenover, met name in de vorm van obsequium of "volgzaamheid". De Romeinen namen die volgzaamheid letterlijk, want de clientela volgde de patronus niet alleen op straat maar ook op het slagveld.
Tussen de cliens en patronus heerste er amicitas et fides ("vriendschap en trouw"). De clientes brachten hun patronus 's morgens vroeg een salutatio (beleefdheidsbezoek) om hun respect te betuigen. Beide partijen haalden uit deze onderlinge band hun voordeel: de cliens zag zich geruggensteund door zijn patronus en diens familia, terwijl de patronus in oorlogstijd en in de vergaderingen steun kreeg van zijn clientes. De clientes moesten ook mee bijdragen aan de dos (Romeinse bruidsschat) van de patronus zijn dochter. De fides-relatie tussen patroon en cliënt ging over van vader op zoon.
De cliënt had verplichtingen ten opzichte van zijn beschermer. Hij moest op de beschermer stemmen bij verkiezingen en diens belangen dienen. Op zijn beurt beschermde de patriciër zijn cliënt. De cliënten kwamen in de ochtend hun beschermheer begroeten. De beschermheer serveerde voedsel en hij reikte geschenken en toegangsmunten voor de spelen en voorstellingen uit. De cliënten liepen met hun patroon mee wanneer deze naar de senaatsvergadering of de basilica ging.
Ook in het Romeins leven speelde de verhouding patronus-cliens een belangrijke rol. Het precarium was een rechtsverhouding tussen patronus en cliens (of precarist in dit geval), die een preces ("bede") richtte tot de grondeigenaar (d.i. de patronus). Dit blijft gelden tot de opzeg door de eigenaar, maar zou door een interdictum van de praetor tegen derden beschermd worden.
Een bijzondere vorm van clientela vormde die tussen de patronus en zijn libertini (vrijgelaten slaven), die automatisch zijn clientes werden en het nomen gentilicum van hun vroegere dominus (meester) aannamen. Deze moesten bovendien nog een tijdje bij hun vroegere dominus in dienst blijven.
Ook kunstenaars, met name dichters, werden als cliënt onderhouden. Zij dienden de patriciër door hem in gedichten te roemen en te prijzen.

## Rol in de Romeinse politiek
Politieke invloed of auctoritas was in Rome verbonden aan het onderhouden van cliënten, moreel gezag of dignitas en familierelaties. Het prestige van een patronus, zijn dignitas, werd in hoge mate bepaald door de omvang van zijn clientela.
Een bepaalde gens, een voornáám en patricisch Romeins geslacht, was een verzameling van familiæ, die zich als elkaars verwanten beschouwden. De gentes konden allen beschikken over de aanhang van cliënten, die als groep de clientela vormden. De verhouding tussen een gens en haar clientela was gebaseerd op oude Romeinse waarden. De onderlinge goede trouw of "fides" beheerste het wederzijds dienstbetoon tussen patronus en cliënt. Een politieke achtergrond van het verschijnsel is het belang dat aan een groep volgzame kiezers werd gehecht. Het passief kiesrecht kwam alleen aan Romeinse burgers toe. Een economische achtergrond van het verschijnsel was gelegen in de bezitsverhoudingen in het Romeinse Rijk, welke betekenden dat de groep van ongeveer 300 senatoren vrijwel alle grond bezat. Zij waren, vergeleken met de burgers, uitzonderlijk rijk.
Met het afnemen van het belang van familiebanden in Rome sloten sommige clientes zich aan bij de nieuw ontstane groep van het plebs, dat wel geen steun kreeg van een familia, maar ook niet afhankelijk was van een patronus.
Toen Romeinen provinciae begonnen te veroveren, werd vaak de hele bevolking ervan cliens van hun veroveraar (beroemde voorbeelden zijn de Marcelii voor Sicilia, Gnaius Pompeius Magnus maior voor Hispania of Gaius Julius Caesar voor Gallia).

## Geschiedenis
De patronage bestond al tijdens de eerste jaren van Rome. De legenden laten het stelsel instellen door Romulus die op deze wijze plebejer en patriciër in een wederzijds gunstige band verenigde. Zo zou de een bevrijd worden van de afgunst en de ander van de minachting.
Wat als stedelijk fenomeen in Rome was ontstaan breidde zich tijdens de republiek en het keizerrijk uit over geheel Italië. Zo stelde het eiland Sicilië zich in de derde eeuw voor het begin van onze jaartelling onder bescherming van de machtige Marcus Claudius Marcellus.
Tegen het einde van de republiek ontstond een nieuwe vorm van clientela, de militaire clientela. Hier ging het om soldaten en veteranen die in ruil voor verzorging en akkerland een veldheer steunden.
In de keizertijd zou de term cliens slaan op iedereen die in een ondergeschikte positie ten opzichte van een voornaam Romein. Natuurlijk had de keizer zelf ook een enorme aanhang aan clientes.
Lazius en Budaeus voeren het feodale maatschappijmodel van de Europese middeleeuwen terug op de verhouding tussen patronus en cliënt. Toch gaat het over zeer verschillende, en alleen oppervlakkig verwante, maatschappelijke verbintenissen. De gelijkenis tussen het verbond van "peetoom" of "padrino" en zijn
cliënt, beschreven in boeken over de maffia, gaat verder dan de etymologie die padrono verklaart als een aan het Latijnse patronus verwant Italiaans woord.